# Örskärs ören (vid Jurmo, Korpo)
Örskärs ören är öar i Finland. De ligger i Skärgårdshavet och i kommunen Pargas i den ekonomiska regionen  Åboland i landskapet Egentliga Finland, i den sydvästra delen av landet. Öarna ligger omkring 75 kilometer söder om Åbo och omkring 180 kilometer väster om Helsingfors.
Arean för den av öarna koordinaterna pekar på är 1,1 hektar och dess största längd är 150 meter i nord-sydlig riktning.